# Épîtres de la sagesse
Les Épîtres de la Sagesse ou Rasā’il al-Ḥikma (arabe : رَسَائِل ٱلْحِكْمَة) sont un corpus de textes sacrés et épîtres rédigés par des théologiens de la foi druze,.
L'un des principaux auteurs des épîtres est Hamza ibn Ali ibn Ahmad, l'un des fondateurs du druzisme.

## Liste des épîtres
Liste des épîtres:
| nᵒ | Français                                                                                               | Arabe                                                                                       |
| -- | --- | ------------------------------------------------------------------------------------------- |
| 1  | Copie de l’édit affiché dans les mosquées au sujet de l’occultation de Notre Seigneur, l’Imàm al-Hâkim | Nusḫat as-siǧill allaḏī wuǧida muʿallaqan ʿala l-masāhid fī ġaybat Mawlānā al-Imām al-Ḥākim |
| 2  | Édit portant sur la prohibition du vin                                                                 | As-Siǧill al-manhī fīhi ʿan al-ḫamr                                                         |
| 3  | Récit sur les juifs et les chrétiens                                                                   | Ḫabar al-Yahūd wa n-Naṣārā                                                                  |
| 4  | Copie de la lettre écrite par le Carmathe                                                              | Nusḫa mā katabahu al-Qarmaṭī                                                                |
| 5  | Pacte d’allégeance au Seigneur de ce temps                                                             | Mīṯāq Walī az-Zamān                                                                         |
| 6  | La destruction cachée                                                                                  | An-naqḍ al-ḫafī                                                                             |
| 7  | Le commencement de la profession de l’Unicité par la prédication de la Vérité                          | Badw at-tawḥīd li-daʿwat al-ḥaqq                                                            |
| 8  | Le pacte d’allégeance des femmes                                                                       | Mīṯāq an-nisā’                                                                              |
| 9  | L’initiation et le degré ultime dans la doctrine unitaire                                              | Risālat al-balāġ wa n-nihāya fi t-tawḥīd                                                    |
| 10 | La limite suprême et le bon conseil                                                                    | Al-Ġāya wa n-naṣīḥa                                                                         |
| 11 | Écrit exposant le vrai sens des badinages qui se font devant Notre Seigneur                            | Kitāb fīhi ḥaqā’iq mā yaẓhar quddāma Mawlānā ǧalla ḏikruhu min al-hazl                      |
| 12 | La Voie droite                                                                                         | As-Sīra al-mustaqīma                                                                        |
| 13 | Le dévoilement des Vérités                                                                             | Kašf al-ḥaqā’iq                                                                             |
| 14 | La Cause des causes ou le trésor du croyant qui a répondu à l’appel                                    | Sabab al-asbāb wa l-kanz liman ayqana wa-staǧāba                                            |
| 15 | Le traité qui anéantit l’impie                                                                         | Ar-Risāla ad-dāmiġa lil-fāsiq                                                               |
| 16 | L’assentiment et la soumission                                                                         | Ar-riḍā wa t-taslīm                                                                         |
| 17 | Épître sur la transcendance, adressée à l’ensemble des Unitaires                                       | Risālat at-tanzīh ilā ǧamāʿat al-muwaḥḥidīn                                                 |
| 18 | La grande épître des femmes                                                                            | Risālat an-nisā’ al-kabīra                                                                  |
| 19 | Le matin d’al-Kā’ina                                                                                   | Aṣ-Ṣubḥa al-Kā’ina                                                                          |
| 20 | Copie de l’édit concernant la nomination d’al-Muǧtabā (“l’Élu”)                                        | Nusḫat siǧill al-Muǧtabā                                                                    |
| 21 | L’investiture d’ar-Riḍā, le Représentant de la Puissance (safir al-qudra)                              | Taqlīd ar-Riḍā safir al-qudra                                                               |
| 22 | Copie de l’investiture d’al-Muqtanā                                                                    | Nusḫat taqlīd al-Muqtanā                                                                    |
| 23 | Lettre aux habitants d’al-Kudya al-Bayḍā’                                                              | Mukātaba ilā ahl al-Kudya al-Bayḍā                                                          |
| 24 | Lettre d’al-Anṣinā’                                                                                    | Risālat al-Anṣinā’                                                                          |
| 25 | Disposition de l’Imām, le Maître du Dévoilement                                                        | Šart al-Imām ṣāḥib al-kašf                                                                  |
| 26 | Lettre envoyée à l’héritier du trône                                                                   | Ar-Risāla allatī ursilat ilā walī al-ʿahd                                                   |
| 27 | Lettre à Ḫumār b. Ǧayš as-Sulaymānī al-‘Akkāwī                                                         | Risālat Ḫumār b. Ǧayš as-Sulaymānī al-ʿAkkāwī                                               |
| 28 | Lettre envoyée au Juge                                                                                 | Ar-Risāla al-munfaḏa ila l-qāḍī                                                             |
| 29 | La conversation intime de l’Ami de la Vérité                                                           | Al-Munāǧā, munāǧāt walī al-ḥaqq                                                             |
| 30 | La prière exaucée                                                                                      | Ad-Duʿā’ al-mustaǧāb                                                                        |
| 31 | La sanctification. Prière des croyants sincères                                                        | At-Taqdīs duʿā’ as-sādiqīn                                                                  |
| 32 | Remémoration de la connaissance de l’Imām                                                              | Ḏikr maʿrifat al-lmām                                                                       |
| 33 | Épître de l’avertissement et de l’exhortation                                                          | Risālat at-taḥḏīr wa t-tanbīh                                                               |
| 34 | La mise en garde et l’avertissement                                                                    | Al-Iʿḏār wa l-inḏār                                                                         |
| 35 | La lettre de l’occultation                                                                             | Risālat al-ġayba                                                                            |
| 36 | La division des sciences                                                                               | Kitāb fīhi taqsīm al-ʿulūm                                                                  |
| 37 | Traité de l’amadou                                                                                     | Risālat az-zinād                                                                            |
| 38 | L’Épître de la bougie                                                                                  | Risālat aš-šamʿa                                                                            |
| 39 | Le droit chemin et la bonne direction                                                                  | Ar-Rušd wa l-hidāya                                                                         |
| 40 | Poème de l’Âme                                                                                         | Šiʿr an-nafs                                                                                |